# Средишњи федерални округ
Средишњи федерални округ је један од осам федералних округа Русије. Налази се на западу државе.

## Федерални субјекти
| Средишњи федерални округ | Средишњи федерални округ | Средишњи федерални округ | Средишњи федерални округ               |
| #                        | Застава                  | Федерални субјект        | Административни центар                 |
| ------------------------ | ------------------------ | ------------------------ | -------------------------------------- |
| 1                        | Белгородска област       | Белгородска област       | Белгород                               |
| 2                        | Брјанска област          | Брјанска област          | Брјанск                                |
| 3                        | Владимирска област       | Владимирска област       | Владимир                               |
| 4                        | Вороњешка област         | Вороњешка област         | Вороњеж                                |
| 5                        | Ивановска област         | Ивановска област         | Иваново                                |
| 6                        | Калушка област           | Калушка област           | Калуга                                 |
| 7                        | Костромска област        | Костромска област        | Кострома                               |
| 8                        | Курска област            | Курска област            | Курск                                  |
| 9                        | Липецка област           | Липецка област           | Липецк                                 |
| 10                       | Москва                   | Федерални град Москва    | Москва                                 |
| 11                       | Московска област         | Московска област         | званично: Москва, дефакто: Красногорск |
| 12                       | Орловска област          | Орловска област          | Орел                                   |
| 13                       | Рјазањска област         | Рјазањска област         | Рјазањ                                 |
| 14                       | Смоленска област         | Смоленска област         | Смоленск                               |
| 15                       | Тамбовска област         | Тамбовска област         | Тамбов                                 |
| 16                       | Тверска област           | Тверска област           | Твер                                   |
| 17                       | Тулска област            | Тулска област            | Тула                                   |
| 18                       | Јарославска област       | Јарославска област       | Јарослављ                              |